# La Sirène du Mississippi (roman)
Pour les articles homonymes, voir La Sirène du Mississippi.
La Sirène du Mississippi (Waltz Into Darkness) est un roman policier de William Irish, paru en 1947.

## Résumé
À La Nouvelle-Orléans, Louis Durand, propriétaire d'une usine de cigarettes décide de choisir une fiancée en ayant recours aux petites annonces.  En mai 1880 arrive la jeune femme sélectionnée, Julia Russel, venue tout droit de Saint-Louis, au Missouri. Durand n’avait qu’une mauvaise photo d’elle jusqu'alors et, à sa grande surprise, il constate que la nouvelle venue elle ne correspond guère à la femme qu’il rencontre, mais il en tombe amoureux fou. Un pareil sentiment doublé à sa grande naïveté lui font accepter aveuglement toutes les histoires qu'elle lui raconte, et le mariage est célébré, en dépit de l'écart d'âge bien net entre les époux.
Femme séduisante, intelligente et capricieuse, Julia obtient tout de son mari jusqu’à l'autorité de sa signature sur ses comptes bancaires. Elle réussit ainsi à dépouiller Louis Durand de son argent et à prendre la fuite. Par une missive de la sœur de Julia, Bertha, il finit par comprendre que la femme qu'il a épousée est une mystificatrice de haut vol. Il la dénonce à la police, en vain puisqu'il lui manque des preuves du double jeu de la voleuse. Avec Bertha, il décide de se lancer à sa recherche et, pour être en mesure de la confondre devant un juge, engage un détective privé pour retrouver la vraie Julia Russel. Mais la honte et la blessure amoureuse ressentie transforme la vie de Durand en une seule et unique obsession : tuer par vengeance la fausse Julia Russel.
Pourtant, un an après son mariage, quand il la retrouve en compagnie du colonel Worth, l’un de ses clients, il est incapable, devant ses larmes, de la tuer. Elle lui chuchote quelques mots d’amour et il tombe de nouveau sous son charme. Il décide même de la sauver du crime de la vraie Julia dont elle serait complice. Ainsi s'amorce pour eux une vie commune de fugitifs qui se déplacent de ville en ville, sous de fausses identités, fuyant le détective privé que Durand finira par tuer pour épargner la prison à la femme qui exerce dorénavant une totale emprise sur lui. Homme honnête et attaché à ses principes, Durand accepte de vivre avec cette intrigante, de se laisser manipuler en échange d'un amour factice et insensé.  Prêt à tous les sacrifices, il est devenu un pantin aux mains de cette femme qui commet le mal en affichant une troublante innocence. Il accepte même de signer une police d'assurance-vie de vingt mille dollars en sa faveur. 
Quelques instants avant la mort de Durand, Julia se rend compte de tout l'amour qu'il lui a donné et comprend, trop tard, qu'elle partageait ce tendre sentiment que son égoïsme et sa frivolité l'empêchaient de s'avouer à elle-même.

## Adaptations
- 1969 : La Sirène du Mississipi, film français réalisé par François Truffaut, avec Jean-Paul Belmondo, Catherine Deneuve et Michel Bouquet
- 2001 : Péché originel, film américain réalisé par Michael Cristofer, avec Antonio Banderas, Angelina Jolie et Thomas Jane

## Sources
: document utilisé comme source pour la rédaction de cet article.
- Jean Tulard, Dictionnaire du roman policier : 1841-2005. Auteurs, personnages, œuvres, thèmes, collections, éditeurs, Paris, Fayard, 2005, 768 p. (ISBN 978-2-915793-51-2, OCLC 62533410), p. 663